# Лесотски лоти
Лесотски лоти је званична валута у Лесоту. Скраћеница тј. симбол за лоти је L у једнини или M у множини (малоти) а међународни код LSL. Лоти издаје Централна банка Лесота. У 2006. години инфлација је износила 6,8%. Један лоти се састоји од 100 сента (у множини лисенте). Курсно је везан ја јужноафрички ранд.
Уведен је 1966. као обрачунска валута а од 1980. се производи и папирни и ковани новац.
Постоје новчанице у износима 10, 20, 50, 100 и 200 лотија и кованице у износима 1, 2, 5, 10, 20 и 50 лисента и 1, 2 и 5 лотија.